# The Mole Show Live in Holland
The Mole Show Live in Holland – album koncertowy autorstwa awangardowej grupy The Residents wydany w 1987 roku i dokumentujący koncert nagrany podczas pierwszej ogólnoświatowej trasy koncertowej zespołu. Przez większość fanów grupy płyta jest uznawana za najbardziej przystępny w odbiorze ze wszystkich koncertów z trasy, jest to również jedyne oficjalne wydanie na którym możemy usłyszeć całość koncepcji zespołu (łącznie z narracją w wykonaniu Penn Jilette'a). Jakość dźwięku w porównaniu do poprzedniego albumu zawierającego Mole Show – The Mole Show Live at the Roxy – również uległa poprawie.

Fragmenty tego przedstawienia zostały sfilmowane i trafiły na kasetę wideo pod tytułem Whatever Happened to Vileness Fats?.

## Lista utworów
1. "Voices of the Air"
2. "The Secret Seed"
3. "Narration"
4. "The Ultimate Disaster"
5. "Narration"
6. "God of Darkness"
7. "Narration"
8. "Migration"
9. "Narration"
10. "Smack Your Lips"
11. "Narration"
12. "Another Land"
13. "Narration"
14. "The New Machine"
15. "Narration"
16. "Call of the Wild"
17. "Final Confrontation"
18. "Narration"
19. "Satisfaction"
20. "Happy Home"